# Sønderjyske ishockey
Sønderjyske ishockey är ett professionellt ishockeylag som spelar i den danska högstaligan i ishockey, Metal Ligaen. Ishockeylaget är en del av Sønderjyske som är en organisation med fotbolls-, handbolls- och ishockeylag.
Laget spelar sina hemmamatcher i Vojens, en liten stad i södra Jylland. Sønderjyske är det enda laget i Danmark som spelar sina matcher på rinkar med Nordamerikanska mått som används i NHL, medan de andra lagen i ligan spelar på rinkar med mått enligt IIHFs standard. Säsongerna 2014/2015 och 2015/2016 spelade klubben även i Champions Hockey League.

## Historik
Sønderjyske ishockey bildades som Vojens Ishockey Klub (VIK) den 5 januari 1963 av Jens Peder Hansen på Fuglesøen. I början spelade laget sina matcher på en sjö i Vojens. I 25 år var Jens Peder Hansen klubbens chairman. Under tidiga år var han lagets målvakt och blev senare dess tränare. År 1965 gick laget upp till den danska högsta ligan, och 1973 började de spela på en inomhus i den då nybyggda Vojens Skøjtehal. 
Efter att ha vunnit det danska mästerskapet vid tre tillfällen, med nyckelspelare som Egon Kahl, Steen Schou, och George Galbraith, fick klubben problem på 1980-talet med följden att man blev nedflyttad till andra ligan 1987. Uppflyttningen 1989 på följdes året efter av nedflyttning, men sedan 1992 har klubben spelat i danska högsta ligan.
Säsongen 2003/2004 spelade laget under namnet IK Sønderjylland (efter att VIK gått i konkurs föregående säsong med bara några matcher kvar att spela i grundserien), men sedan 2004 är ishockeylaget en del av Sønderjyske organisation och har spelat under sitt nuvarande namn sedan dess. VIK står fortfarande som ägare till elitlicensen och driver amatörlagen i organisationen. I januari 2011 flyttade laget in i den nybyggda Syd Energi Arena, med plats för 5000 åskådare. Arenan ligger i anslutning till deras sekundära arena Vojens Skøjtehal, lagets tidigare hemmaarena.